# Golpe de Estado en Siria de 1963
El golpe de Estado de 1963 en Siria, llamado por el Gobierno baazista Revolución del 8 de Marzo (árabe: ثورة الثامن من آذار), supuso la toma del poder en el país por el comité militar de la agrupación regional siria del Partido del Renacimiento Árabe Socialista. El plan y la conspiración se inspiraron en el golpe militar exitoso de la agrupación política iraquí del partido.
El comité militar y el grupo de nacionalistas del partido planearon el golpe, aunque el dirigente del partido Michel Aflaq lidero el nuevo golpe de Estado. Los miembros principales del comité militar que llevaron a cabo el plan y su puesta en práctica fueron Muhammad Umran, Salah Jadid y Háfez al-Ásad. El comité recabó la ayuda de dos nasseristas, Rashid al-Qutayni y Muhammad al-Sufi, y del independiente Ziad al-Hariri. El golpe se había planeado para el 7 de marzo, pero se pospuso un día cuando el Gobierno descubrió dónde se iban a reunir los confabulados.

## Antecedentes

### Precedentes del golpe
La Siria moderna surgió en 1920 como Reino Árabe Unido de Siria, regido por el rey Faisal. Este Estado se fundó como reino árabe, no exclusivamente sirio, y defendía el nacionalismo árabe y el panislamismo. Sin embargo, el Gobierno británico, que había ayudado a establecer el nuevo tras la Primera Guerra Mundial, rubricó un acuerdo secreto con Francia y que sirvió para establecer el Mandato francés de Siria y Líbano. El territorio se transformó así en colonia francesa; muchos sirios eran hostiles al reino, que muchos consideraban simplemente un instrumento del imperialismo europeo. Algunos movimientos intentaron crear una identidad siria, en especial el Partido Nacionalista Social sirio, o adoptaron el comunismo y el islamismo. La mayoría de los sirios, empero, continuó considerándose más árabe que siria.
El mandato tenía carácter feudal, y dependía de la oligarquía semiliberal. Este sistema perduró sin cambios hasta el establecimiento de la República árabe Unida (UAR) y creó una sociedad de clases que reflejaba los modos de vida urbanos y rurales. Unas tres mil familias poseían la mitad de la tierra en Siria. La mayoría de las parcelas de tamaño pequeño y medio las poseía la clase media. Unos dos tercios de los campesinos carecían de tierras. Los ingresos agrarios se dividían de manera muy desigual: el 2 % más rico acaparaba el 50 % de las rentas del campo, mientras que la clase media (mercaderes o terratenientes menores), que constituía el 18 %  de la población, obtenía otro 25 %. El 80 % restante se repartía el 25 % que quedaba. La alianza entre terratenientes y campesinos se basaba en las diferencias de clases y el enfrentamiento social, lo que la larga llevó a la eliminación de los terratenientes.
El mandato acabó en 1946 debido a un ultimátum británico a Francia que condujo a la proclamación de la independencia siria el 17 de abril de 1946. No obstante, la misma élite que había gobernado Siria durante el mandato continuó detentando el poder y gobernando de la misma manera que antes de la independencia. Sin embargo, la derrota en la guerra contra el Estado de Israel de 1948, tras el ataque de la coalición árabe al recién nacido Estado judío, precipitó la pérdida del poder de la casta tradicional y la intromisión de los militares en la política del país. Husni al-Za'im devino el primer dictador militar de Siria en 1949, pero en 1950, el también oficial Adib Shishakli se hizo con el poder efectivo y en 1953 estableció otra dictadura militar. La entrada del ejército en la política siria destruyó el poder de la antigua oligarquía, lo que permitió que la clase media pudiese empezar a participar en ella. Aun así, aunque debilitadas políticamente, las clases privilegiadas tradicionales siguieron controlando la mayoría de la riqueza del país.
El baasismo surgió en estas circunstancias. El movimiento árabe Baaz lo fundaron Michel Aflaq y Salah al-Din al-Bitar en la década de 1940; otros que también desempeñaron un papel notable en las primeras etapas del movimiento fueron Zaki al-Arsuzi, Wahib al-Ghanim y Jallal al-Sayyid. Akram al-Hawrani fundó el Partido Socialista Árabe (PSA) en 1953 y el Partido Baaz surgió de la unión de este y del Partido Árabe Baaz. La mayoría de los ciento cincuenta delegados que asistieron al congreso fundacional del Partido Árabe Baaz en 1947 en profesionales de clase mediana o intelectuales. En la década de 1950, el partido había establecido una base de clase media urbana. Pese a ello, el Partido Baaz no era una formación puramente de clase media, y desde el principio envió representantes a zonas rurales a atraer nuevos afiliados y crear agrupaciones. En 1956, el partido organizó la primera protesta laboral de la historia siria. Aunque el partido era fuerte, su decisión de admitir miembros de toda la sociedad favoreció el tribalismo y clientelismo dentro de la formación. Los dirigentes de partido soslayaban además los procedimientos y las normas democráticos de la formación política.
El partido afrontó un dilema importante: hacerse con el poder compitiendo en las elecciones o apoderarse de él por la fuerza. Incluso los fundadores, de inclinaciones liberales y democráticas, preferían la segunda opción, alegando la corrupción que caracterizaba los procesos electorales en el país. Antes de tomar poder, el partido suponía que podría compartirlo con Gamal Abdel Nasser en la República árabe Unida (RAU). Pero la RAU resultó dominada por Egipto, y el partido tuvo que disolverse; en 1961, empero, la RAU se quebró debido a un golpe militar que tuvo lugar en Siria. El establecimiento y la disolución de la RAU fueron una catástrofe para Baaz, que se dividió entre los partidarios de la RAU, los que la rechazaban y los partidarios y opositores de la vieja dirección del partido. En 1962, Aflaq convocó un congreso y restauró la formación política. Algunas agrupaciones no habían obedecido la orden de disolución y habían pervivido durante la época de la RAU. Estas se habían vuelto muy hostiles al panarabismo y habían adoptado una ideología socialista radical. El comité militar, que desencadenó la Revolución del 8 de marzo, compartía fundamentalmente sus posiciones.

### Situación económica y social

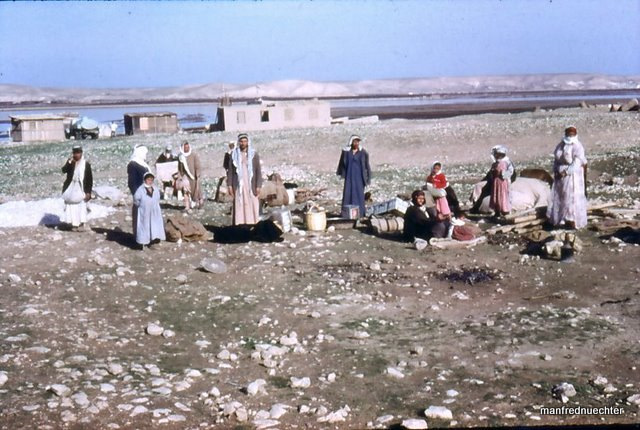
La sociedad siria era de naturaleza feudal, y estaba dominada por los terratenientes y campesinos.

La Revolución del 8 de marzo se tacha a menudo de mero golpe militar, pero tuvo muchos aspectos de revuelta popular nacional. La revolución estuvo encabezada por una coalición contraria a la oligarquía formada por miembros de la clase media baja, importantes oficiales del Ejército, minorías marginadas y un número considerable de campesinos animados por la esperanza de cambios en el agro. Los motivos de política internacional que la favorecieron fueron lo artificial de las fronteras estatales trazadas por Francia y la hostilidad en el país a la creación de Israel. La élite tradicional que tomó poder en Siria cuando el país se independizó de Francia era la misma que lo había detentado durante el anterior Mandato francés de Siria y Líbano. La imposición extranjera de las fronteras arbitrarias sin la participación de la población generó descontento. De él surgieron grupos que adoptaron distintas ideologías: el nacionalismo árabe, el panislamismo y el nacionalismo sirio. El carácter popular de la lucha política y la radicalidad de las ideologías hicieron que se propusiesen soluciones radicales para el problema agrario.
El crecimiento de la nueva clase media en Siria incrementó el descontento, ya que la casta tradicional dominaba el sector agrario –el más grande de la economía nacional– y creaba la mayoría de la riqueza. La nueva clase media la componían capitalistas y empresarios contrarios a las clases privilegiadas tradicionales, cuyo monopolio del poder atizó la radicalización de aquella. El Ejército, que en muchos países es conservador y elitista, se radicalizó en Siria por su deseo de acaparar mayor poder y su convencimiento de que la casta tradicional era incapaz de defender el país. Una parte sustancial del Ejército provenía de la nueva clase media o de provincias.
En Siria, las minorías étnicas eran a menudo discriminadas, y la pertenencia a un grupo concreto normalmente conllevaba también la inclusión en una clase social determinada. Los alauitas, drusos e ismailíes por ejemplo, eran grupos étnicos de clase social baja que empezaron a adoptar una variante radical del nacionalismo árabe, el baasismo. Sin el campesinado no podría haberse producido una revolución baasista en Siria. La nueva clase media por sí misma solo podía generar inestabilidad política pero, al unirse al campesinado, volvió factible realización de la revolución. La desigualdad entre los habitantes del campo y de la ciudad, la penetración capitalista en el sector agrario, el acaparamiento de la casta tradicional del grueso de las fuentes de ingresos favorecieron la creación de movimientos agrarios que exigían cambios y se oponían al sistema imperante. La agrupación siria del Partido Baaz Árabe Socialista pudo atraer campesinos jóvenes de movimientos agrarios radicales, y gracias a ello, fue capaz a movilizar a sectores grandes de la población.

## Plan
En 1962, el comité militar de la agrupación regional siria del Partido Árabe Socialista Baaz se concentró en planear la toma del poder mediante un golpe militar tradicional. Decidió que debía apoderarse de al-Kiswah y Qatana —dos cuarteles militares—, hacerse con el control de la 70.ª Brigada Blindada de al-Kiswah, de la Academia Militar de Homs y la central radiofónica de Damasco. Los jóvenes conspiradores del comité militar se enfrentaban a un régimen en decadencia sostenido por la élite tradicional, que había perdido el poder político.
Para que su golpe triunfase, el comité militar debía recabar el apoyo de parte del cuerpo de oficiales del Ejército. La desaparición de la RAU, unida a los motines, purgas y traslados, habían desorganizado el cuerpo de oficiales y lo habían inclinado a aceptar la agitación antigubernamental. Por entonces, el cuerpo de oficiales estaba dividido en cinco fracciones diferentes: la de Damasco, que apoyaba al Gobierno; la de los seguidores de Akram al-Hawrani; la nasserista; la baasista; y un grupo de independientes. La fracción damascena era enemiga del comité militar, ya que defendía el régimen de Nazim al-Kudsi, y los hawranistas eran rivales del comité por su oposición al panarabismo. Los nasseristas, por el contrario, se coligaron con los baasistas, aunque respaldaban a Gamal Abdel Nasser y abogaban por restaurar la RAU.
La liga del comité militar con los nasseristas hizo que se estableciesen contactos secretos con el coronel Rashid al-Qutayni, jefe del espionaje militar, y el con el coronel Muhammad al-Sufi, el comandante de la brigada acuartelada en Homs. El comité militar ordenó además a un grupo de jóvenes oficiales que ganasen para la causa al principal oficial del grupo de los independientes, el coronel Ziad al-Hariri, que mandaba el frente israelí. La maniobra tuvo éxito y los oficiales enviados al coronel le prometieron la jefatura del Estado Mayor en caso de triunfar el golpe; si este fracasaba, al-Hariri podría negar toda colusión con los confabulados. Al-Hariri se unió a los conjurados porque el primer ministro Jalid al-Azm planeaba a degradarlo.
Los civiles baasistas, sin embargo, reprobaban las actividades conspiratorias del comité militar. La razón principal de la cooperación entre el partido y los militares era evitar la represión gubernamental de la formación política. Por su parte, el comité militar tampoco sentía simpatías por la jefatura del Baaz encabezada por Michel Aflaq, y criticaba la disolución del partido durante el periodo de la RAU. En realidad, ambos grupos se necesitaban: Aflaq necesitaba al comité militar para hacerse con el poder, pero este precisaba de aquel para conservarlo, ya que, sin el político, carecía de apoyo popular. El V Congreso Nacional del Partido, celebrado el 8 de mayo de 1962,  aprobó el restablecimiento oficial del partido y el mantenimiento de Aflaq como secretario general de la dirección nacional de este. Muhammad Umran, un destacado miembro del comité militar, participó en el congreso y comunicó a Aflaq las intenciones golpistas del comité militar: Aflaq otorgó su beneplácito al golpe, pero no determinó con el comité cómo se repartirían el poder si este triunfaba.

## El golpe

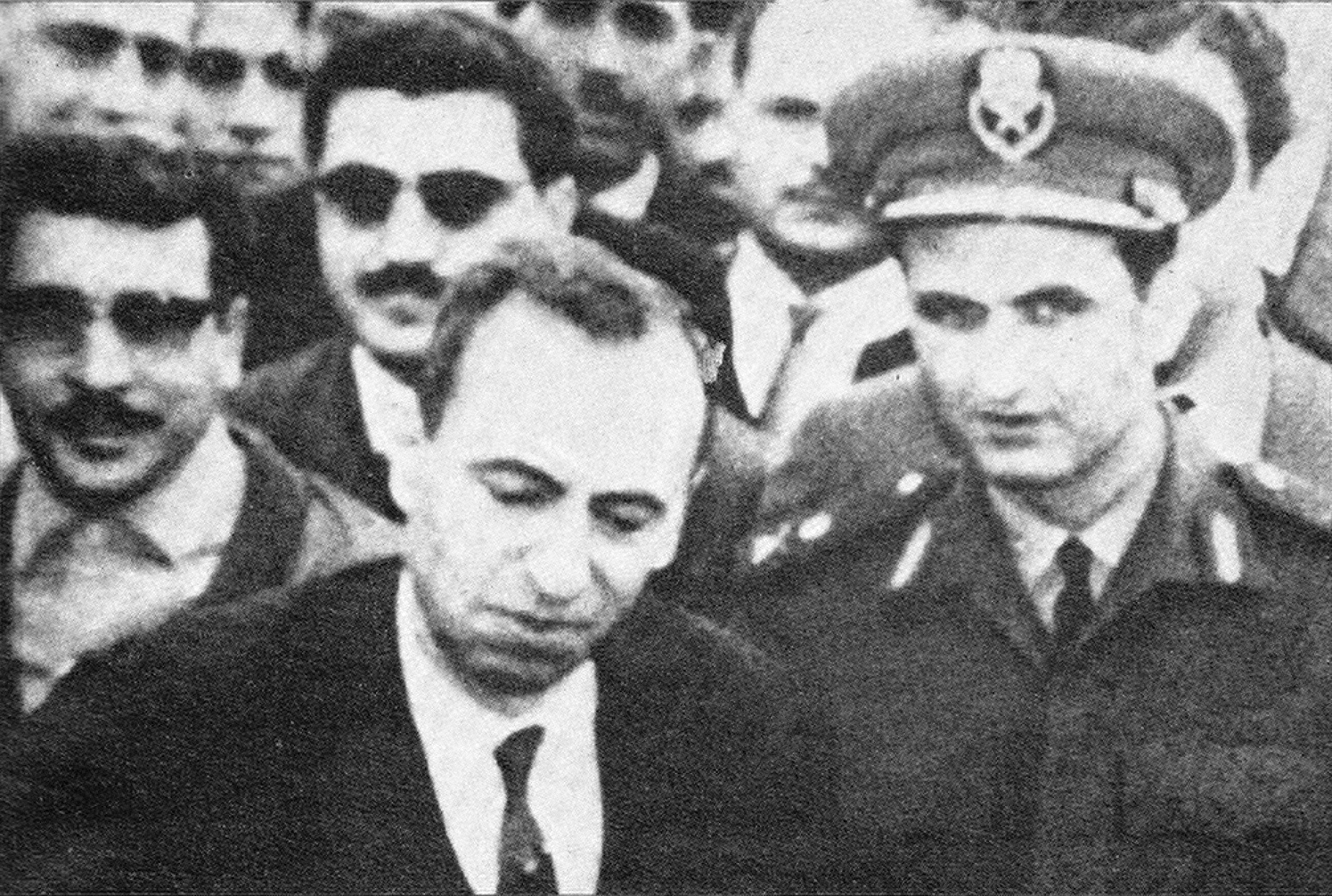
Aflaq, el dirigente de la fracción civil del partido, junto a Jadid, una figura destacada en la planificación del golpe de Estado.

El 8 de febrero de 1963, la agrupación regional iraquí, presidida por Ali Salih al-Sa'di, tomó el poder en Irak tras derrocar a Abdul Karim Qasim. Este había sido un adversario mucho más formidable que al-Kudsi, y para derrotarlo la agrupación regional iraquí del Baaz había tenido que coligarse no solo con oficiales del Ejército, sino también con grupos de la clase media del país. La caída de Qasim cambió la política árabe: hasta entonces los nasseristas habían monopolizado el movimiento nacionalista árabe desde la instauración de la RAU, pero el triunfo del Baaz en Irak hizo de él un rival de los nasseristas. A diferencia de la agrupación regional baasista iraquí, la siria no contaba con gran apoyo popular ni con las simpatías de la clase media. Aunque Aflaq advirtió a los conspiradores de la falta de simpatías del partido entre la población, esto no les disuadió y desencadenaron el golpe de Estado el 7 de marzo. No obstante, ese día agentes del espionaje militar asaltaron el piso donde los confabulados habían acordado reunirse. Se encomendó a Assad la tarea de informar a las unidades que iban a participar en el pronunciamiento que este se retrasaría al día siguiente, 8 de marzo.
La noche del 7 al 8 de marzo, tanques y otras unidades que participaban en la maquinación contra el Gobierno se encaminaron a Damasco. Al-Hariri hizo avanzar una de sus brigadas hacia la frontera israelí, mientras que los baasistas obtuvieron el apoyo de otra acuartelada en As-Suwayda. Cogido en una pinza, el jefe de la 70.ª Brigada Blindada, el teniente general Abd al-Karim, se rindió a los rebeldes y Umran tomó el mando de la unidad. La unidad acuartelada en Qatana, al suroeste de la capital, no se opuso a las maniobras de los alzados, probablemente porque Widad Bashir había tomado el control de las comunicaciones de la región capitalina. Una vez que confirmó la derrota de las fuerzas leales al Gobierno en al-Kiswah y la pasividad de la unidad de Qatana, al-Hariri envió unidades a Damasco que implantaron controles en las calles y se apoderaron de puntos estratégicos como la oficina central de correos. El capitán Salim Hatum, miembro del partido, tomó la estación radiofónica de la ciudad. El edificio del Ministerio de Defensa no ofreció resistencia a los rebeldes y el general Zahr al-Din, comandante en jefe del Ejército, fue detenido. Tanto al-Kudsi como al-Hawrani fueron localizados y arrestados. Salah Jadid marchó a la ciudad en bicicleta la mañana del día 8 y se hizo con la Agencia de Asuntos de la Oficialidad, que más adelante administró a placer.
Assad dirigió un destacamento que se apoderó de la base aérea de al-Dumayr, a cuarenta kilómetros al noreste de Damasco; este fue el único lugar donde los golpistas tuvieron que vencer cierta resistencia. Algunos de los aviones de la base recibieron órdenes de bombardear las posiciones rebeldes. Los conspiradores habían decidido que Assad dirigiese una compañía de la brigada de al-Hariri y capturase la base aérea antes del amanecer para impedir los ataques aéreos a sus fuerzas. Pero la tardanza en obtener la rendición de la 70.ª Brigada Blindada retrasó los planes y cuando el destacamento de Assad alcanzó las cercanías de la base ya había amanecido. Assad envió un emisario para advertir a los mandos que bombardearía la base si no se rendían. Los jefes de la base claudicaron, aunque el propio Assad admitió posteriormente que contaban con fuerzas suficientes para vencer a las de los rebeldes.
Esa misma mañana, los cabecillas del pronunciamiento se reunieron en el cuartel general del Ejército para celebrar la victoria. El golpe había sido casi incruento y la población en general lo recibió con indiferencia. Sable Falhout, un druso al que más tarde se apodó «el poeta de la revolución», escribió y proclamó el primer comunicado de los rebeldes. El noveno comunicado devolvió a los cinco miembros del comité militar sus puestos en el Ejército. Los principales miembros del nuevo régimen surgido del golpe eran Umran, Jadid y también, en menor medida, Assad. Se calcula que durante el golpe fallecieron ochocientas veinte personas y otras veinte fueron ajusticiadas poco después.

## Consecuencias inmediatas
Lo primero que hicieron los nuevos señores de Siria fue fundar el Consejo Nacional de Dirección Revolucionaria (CNDR), compuesto por doce baasistas y ocho nasseristas e independientes. El 9 de marzo, el CNDR encargó a Salah Bitar, uno de los fundadores del Baaz, la formación del Gobierno y la aplicación de las medidas aprobadas por el consejo. Más tarde, seis civiles ingresaron en el CNDR: tres baasistas  (Aflaq, al-Bitar y Mansur al-Atrash) y tres nasseristas. Esto no cambió el equilibrio de poder, que detentaban los militares. Desde el principio, los militares del consejo acordaban en privado las medidas políticas sin contar con el resto de miembros del CNDR, lo que llevó a al-Atrash a protestar por esta situación. Desde entonces, Umran comunicó a los civiles el sentido general de las medidas que estudiaban los militares.
Al principio, no hubo rastro de disensiones en el comité militar: los miembros compartían el objetivo de construir una nación próspera. El 9 de marzo, el CNDR liberó a Luai al-Atassi de prisión, lo ascendió a teniente general y le nombró comandante en jefe del Ejército y presidente del CNDR, lo que equivalía a jefe de Estado. Hariri fue nombrado jefe del Estado Mayor. Aunque Atassi y Hariri obtuvieron así cargos importantes, carecían de poder para retar al CNDR. Los oficiales nasseristas también obtuvieron cargos notables: Muhammad al-Sufi devino ministro de Defensa y Rashid al-Qutayni, segundo del Estado Mayor. Incluso así, el comité militar, ampliado con cinco nuevos miembros, se aseguró de que el poder quedase en manos de los baasistas. El comité decidía las políticas estatales antes de las sesiones del CNDR y por ello era el centro del poder político en Siria.
Umran al principio obtuvo el mando de la 5.ª Brigada acuartelada en Homs, pero luego fue ascendido en junio a jefe de la 70.ª Brigada Blindada. Como presidente de la Oficina de Asuntos de la Oficialidad, Jadid entregó los mandos más importantes a sus afines, purgó a sus enemigos y colocó a varios baasistas en puestos clave. Ahmad Suwaydani, uno de los miembros nuevos del comité militar, obtuvo la jefatura del espionaje militar y Mazyad Hunaydi, la de la Policía militar. La Academia Militar de Homs pasó a estar controlada por los baasistas: varios cientos de baasistas, entre ellos el hermano de Assad Rifaat al-Assad, recibieron un cursillo acelerado de enseñanza militar antes de obtener la dirección del centro. Assad pasó a mandar en la práctica la Fuerza de Aire siria, un gran ascenso para un hombre de poco más de treinta años. Considerando que sus miembros eran demasiado jóvenes de ser percibidos por la población como dirigentes serios, el comité militar nombró al coronel Amin al-Hafiz ministro del Interior.

### Purgas y fallido golpe de Estado del 18 de julio

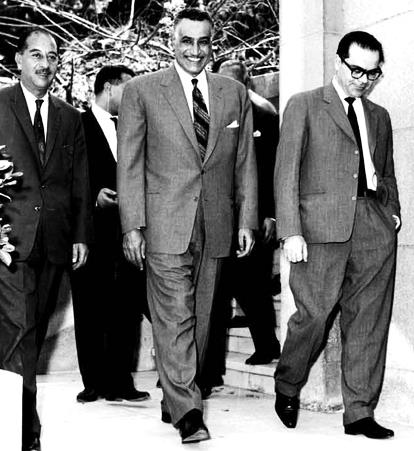
Negociaciones tripartitas entre el primer ministro iraquí Ahmed Hasan al-Bakr (izquierda), el presidente egipcio Gamal Abdel Nasser (centro) y el presidente sirio Lu'ay al-Atassi (derecha), el 16 de abril de 1963 para tratar la unión de sus países. Las relaciones entre Nasser y el los baasistas sirios se deterioraron semanas más tarde tras la purga de los nasseristas del cuerpo de oficiales y del fallido golpe de Estado de Alwan. Atassi dimitió tras estos acontecimientos.

La manifestaciones a favor de Nasser en el norte de Siria y en Damasco y la acción en el mismo sentido de algunos dirigentes baasistas como Jamal al-Atassi, de los nasseristas y del Movimiento Nacionalista Árabe (MNA), se sumaron a las escasas simpatías populares por el Baaz para facilitar que se celebrasen negociaciones de unificación con Egipto e Irak. El Gobierno iraquí contrario a la unión había sido derrocado por los militares partidarios de ella en 1963. EL 17 de abril, las partes firmaron un acuerdo que debía permitir la unión por etapas de los tres países en una federación cuyo presidente y jefe de las Fuerzas Armadas sería Nasser.
Aun así, entre el 28 de abril y el 2 de mayo, el comité militar dominado por los baasistas invalidó el acuerdo al purgar a más de cincuenta oficiales nasseristas de alta graduación, lo que suscitó que Egipto emprendiese una gran campaña de propaganda radiofónica contra el Baaz (los periódicos favorables a los nasseristas habían sido clausurados). A continuación, se produjeron multitudinarios disturbios en Alepo, Damasco, Hama y otras partes del país, desencadenados por las protestas en favor de la unión de los países árabes. Las purgas precipitaron además las dimisiones como signo de protesta de otros oficiales nasseristas, como el ministro de Defensa al-Sufi, el vicejefe del Estado Mayor al-Qutayni, y otros cuatro miembros del gabinete.

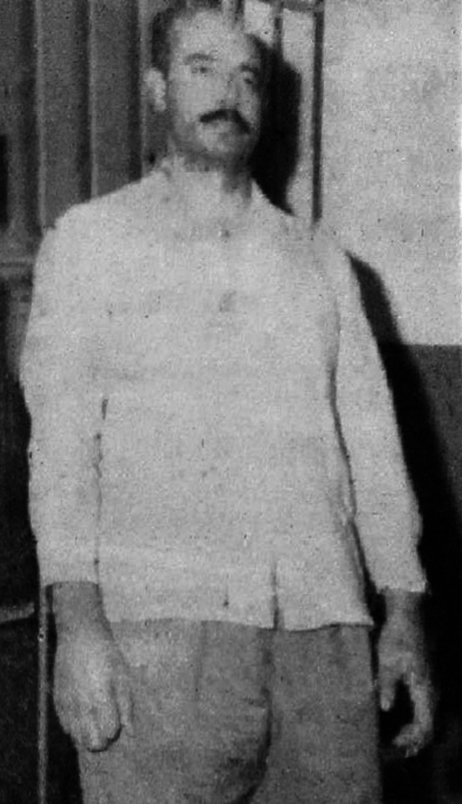
Jassem Alwan en 1963, durante su juicio por el fallido golpe de Estado contra el Baaz, celebrado en un tribunal militar de Damasco.

El 19 de junio, el jefe del Estado Mayor, al-Hariri, encabezó una delegación que realizó una visita oficial a Argelia; lo acompañaban entre otros el primer ministro, al-Bitar, Aflaq y el ministro de Educación Sami Droubi. El comité militar aprovechó la ausencia de al-Hariri para purgar a una treintena de oficiales de alta graduación —la mayoría del grupo de los independientes—. Además, se ordenó a al-Hariri que viajase directamente de Argelia a los Estados Unidos, pues se le había nombrado agregado militar de la embajada siria en Washington. En vez de hacerlo, al-Hariri volvió a Siria pasando por Beirut el 23 de junio para protestar por las acciones que el comité había tomado contra él. Al no lograr anularlas, se exilió en Francia el 8 de julio. La destitución efectiva de al-Hariri que había llevado a cabo el comité militar disgustó a al-Bitar, que lo consideraba el único contrapeso al poder del comité sobre el Gobierno que presidía.
Como los nasseristas todavía gozaban de cierto poder en el Ejército pese a las purgas, el 18 de julio realizaron un pronunciamiento, acaudillados por Jassem Alwan y con la ayuda del servicio de espionaje egipcio. Atacaron el Cuartel General del Ejército, defendido por al-Hafiz, y la estación de radio; en los combates murieron varios cientos de personas, entre ellos, varios civiles atrapados en el fuego cruzado. Finalmente el golpe fracaso y veintisiete de los conspiradores fueron ajusticiados. La muerte no era un castigo habitual para aquellos que participaban en golpes de Estado fallidos en Siria, lo habitual era desterrarlos, encarcelarlos o enviarlos a puestos diplomáticos en el extranjero. El presidente Lu'ay al-Atassi acabó por dimitir, el protesta por las ejecuciones. Aunque al principio lograron escapar de la persecución de las autoridades, Alwan y sus principales colaboradores en la acción fallida, Raef al-Maarri y Muhammad Nabhan fueron finalmente detenidos y juzgados por un tribunal militar, que los condenó a muerte por traición. Sin embargo, se los liberó un año más tarde y se los envió al exilio, gracias a las gestiones de Nasser y del presidente iraquí Abdul Salam Arif.
El fracaso de Alwan marcó el fin de la notable influencia nasserista en las instituciones civiles y militares sirias; tras la derrota de las fuerzas nasseristas, el comité militar acaparó el poder en el país. Las relaciones con Egipto empeoraron inmediatamente; Nasser, que todavía gozaba de simpatías entre las masas sirias, realizó emisiones en las que tachó a los baasistas de asesinos y fascistas, y representantes de la herejía y ateísmo, en referencia despectiva al secularismo estricto del Baaz y a los numerosos musulmanes no suníes que desempeñaban cargos destacados en él. Nasser también anunció que rescindía el acuerdo de unión del 17 de abril.